# Villa Toskana (Bad Reichenhall)

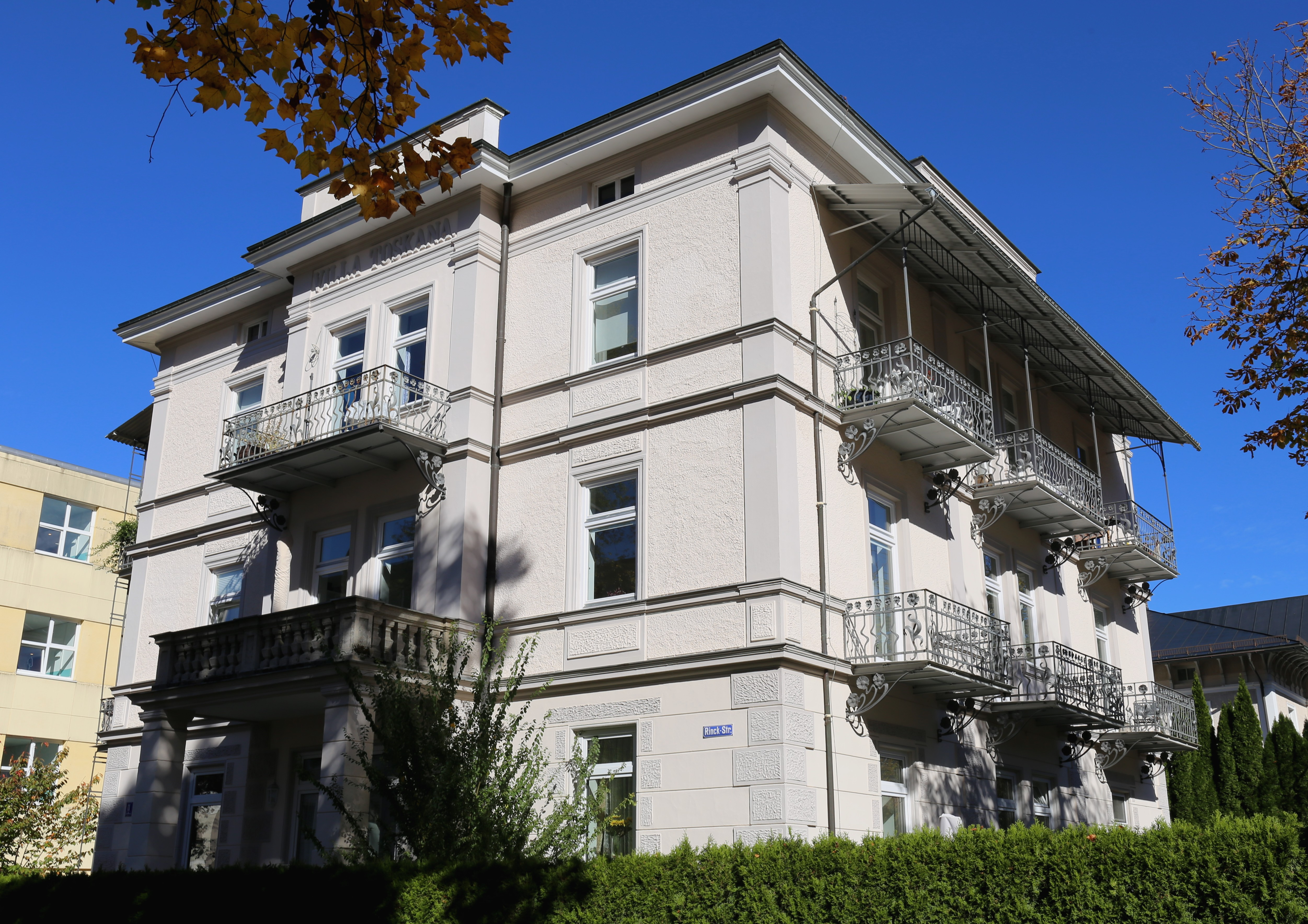
Villa Toskana im Oktober 2022, Ansicht von Süden

Die Villa Toskana ist eine Villa und ehemalige Kurpension in der Rinckstraße in Bad Reichenhall.
Die Villa Toskana steht unter Denkmalschutz und ist unter der Nummer D-1-72-114-120 in die Bayerische Denkmalliste eingetragen.

## Geschichte
Der Bau der Villa Toskana fällt in die Blütezeit des Kurbetriebs in Bad Reichenhall um die Jahrhundertwende. In dieser Zeit entstanden Dutzende Hotels, Kurpensionen und Fremdenheime im heutigen Stadtgebiet. Das heutige Ensemble Kurviertel, die Rinckstraße und auch der Hauptbahnhof lagen im Gebiet der damals noch eigenständigen, ländlich geprägten Gemeinde St. Zeno. Die Eingemeindung von St. Zeno wurde 1905 vollzogen.
Der Luftangriff auf Bad Reichenhall am 25. April 1945, der Bahnstrecke und Bahnhöfen galt und über 200 Menschenleben forderte, traf auch die Rinckstraße. Von der Villa Toskana wurden keine Schäden gemeldet, die benachbarten Häuser 9 und 12, sowie weitere Gebäude in der Rinckstraße wurden leicht beschädigt.
Heute werden Gebäude dieser Art kaum noch für touristische Zwecke verwendet, die Villa Toskana wird inzwischen als normales Wohnhaus genutzt.

## Beschreibung
Die Villa Toskana ist ein dreigeschossiges Gebäude mit Risaliten, flachem Walmdach, Neurenaissance-Putzgliederungen und Eisenbalkons im Jugendstil. Die Villa wurde um 1900 erbaut.

## Lage
Die Villa Toskana befindet sich an der Ecke Rinck- und Salzburger Straße im Ensemble Kurviertel in Bad Reichenhall.